# سید علی عمادی
میرزا سید علی عمادی از سیاستمداران ایرانی بود، که در دوره‌های ششم و هفتم بعنوان نماینده ساری و تنکابن در مجلس شورای ملی حضور داشت.